# Chroboty
Chroboty (prononciation : [xrɔˈbɔtɨ]) est un village polonais de la gmina de Radziejowice dans le powiat de Żyrardów de la voïvodie de Mazovie dans le centre-est de la Pologne.
Il se situe à environ 8 kilomètres au nord-ouest de Radziejowice (siège de la gmina), 3 kilomètres à l'est de Żyrardów (siège du powiat) et à 41 kilomètres au sud-ouest de Varsovie (capitale de la Pologne).

## Histoire
De 1975 à 1998, le village appartenait administrativement à la voïvodie de Skierniewice.